# روکائل ماساریگوس
روکائل ماساریگوس (اسپانیایی: Rocael Mazariegos‎؛ زادهٔ ۸ ژانویهٔ ۱۹۶۶) بازیکن فوتبال اهل گواتمالا بود.
وی همچنین در تیم ملی فوتبال گواتمالا بازی کرده است.